# José Carlos Libâneo
José Carlos Libâneo (Angatuba, São Paulo, 1945) é um intelectual, educador e escritor brasileiro.

## Biografia
Cursou o ensino fundamental e médio no Seminário Diocesano de Sorocaba. Graduou-se em Filosofia na Pontifícia Universidade Católica de São Paulo, em 1966. Pela mesma academia obteve mestrado em Filosofia da Educação (1984) e doutorado em Filosofia e História da Educação (1990). Fez seu pós-doutorado na Universidade de Valladolid, Espanha, em 2005. Foi Professor Titular da Universidade Federal de Goiás e em 2021 era Professor Titular da Universidade Católica de Goiás, onde ensina nos cursos de graduação e pós-graduação na Linha de Pesquisa Teorias da Educação e Processos Pedagógicos. É vice-coordenador do mestrado em Educação e coordenador do Grupo de Pesquisa Teorias e Processos Educacionais do CNPq. Faz parte do Conselho Editorial das revistas Olhar de Professor (UEPG), Revista de Estudos Universitários (Sorocaba), Educativa (UCG), Espaço Pedagógico (UPF) e Interface — Comunicação, Saúde e Educação (Unesp Botucatu).
Durante sua graduação foi líder estudantil e depois participou da Ação Popular, atividades que marcaram sua trajetória posterior. Na Universidade Federal de Goiás participou da construção do Programa de Pós-Graduação em Educação, e desde a formação do Centro de Estudos e Pesquisas em Didática fez parte da diretoria.
Em seu livro Democratização da Escola Pública – A Revisão Crítico-Social dos Conteúdos, José Carlos Libâneo defende um modelo de escola mais concentrada nas classes sociais menos favorecidas, onde seus métodos de ensino fossem principalmente pautados no estímulo do desenvolvimento da consciência crítica de cada indivíduo a fim de despertá-lo para a sua condição de oprimido e proporcionar a ele subsídios para que venha a se tornar um agente transformador da sociedade. Essa educação deveria servir como um instrumento de luta para a compreensão e transformação dos conceitos sociais. Valoriza o uso de um conhecimento que possibilitasse a liberdade intelectual e política para as que as pessoas dessem real significado à informação, julgando-a criticamente e tomando decisões mais livres e acertadas. Para isto propõe quatro pilares básicos para a escola de hoje, que juntos formam uma unidade, dependes um da realização dos outros: 
O primeiro deles é o de preparar os alunos para o processo produtivo e para a vida na sociedade atual, investindo na formação geral, isto é, no domínio de instrumentos básicos conhecimentos, conceitos, habilidades, valores, atitudes que propiciem uma visão de conjunto das coisas, capacidade de tomar decisões, de fazer análises globalizantes de interpretar informações, de trabalhar em equipes interdisciplinares etc.
Em segundo lugar, auxiliar os alunos nas competências do pensar autônomo, crítico e criativo, para que estes possam desenvolver a capacidade de aprender, de desenvolver os próprios meios de pensamento, de buscar informações.
O terceiro é a formação para a cidadania crítica e participativa, onde escolas criem espaços de participação dos alunos dentro e fora da sala de aula de forma organizada onde estes possam praticar democracia, iniciativa, liderança e responsabilidade.
O quarto objetivo é a formação ética. É urgente que os diretores, coordenadores e professores entendam que a educação moral é uma necessidade premente da escola atual e que eles precisam constantemente investir na capacitação efetiva para empregos reais e na formação do sujeito político socialmente responsável.

## Reconhecimento
Segundo os organizadores do XXI Seminário Internacional de Educação, Libâneo é "uma das maiores autoridades em didática e formação de professores". Disse Verbena de Sousa Lisita que Libâneo é "um autor cujo pensamento é amplamente conhecido nos meios educacionais". Para a pedagoga Aline Ferreira, "na área da Educação, Libâneo é um nome muito forte". Foi descrito por Nivaldo Nogueira David em artigo na revista Pensar a Prática como "um dos maiores pensadores brasileiros que tem dedicado todo o seu tempo a refletir sobre a formação de professores, na defesa intransigente da consolidação de uma escola pública de qualidade em nosso País. Suas reflexões sobre didática e prática de ensino e sobre a própria perspectiva crítico-social dos conteúdos escolares certamente o colocam entre os mais importantes teóricos progressistas da educação nos últimos tempos". Foi homenageado em 2019 no XXIV Simpósio de Estudos e Pesquisas, organizado pela Universidade Federal de Goiás, como "referência nacional e internacional nos campos da Pedagogia e da Didática". Na ocasião vários pesquisadores e profissionais se manifestaram enaltecendo seu trabalho. Sua obra Didática (1994) está entre as principais referências utilizadas em cursos de formação de professores de várias universidades brasileiras pesquisadas por Carvalho & Martins.